# Elise Ng
Pour l’article homonyme, voir Ng.
Elise Ng, née le 4 février 1981 à Hong Kong, est une joueuse professionnelle de squash représentant Hong Kong. Elle atteint en janvier 2008 la 35e place mondiale sur le circuit international, son meilleur classement.